# Minnie's Yoo Hoo
Minnie's Yoo Hoo är en amerikansk animerad kortfilm med Musse Pigg från 1930.

## Handling
Musse Pigg sjunger sången Minnie's Yoo Hoo inför en publik, som sjunger med.

## Om filmen
Filmens titel anspelar på sången Minnie's Yoo Hoo skriven av Carl W. Stalling som finns med i den tidigare Musse Pigg-kortfilmen Musse Piggs galaföreställning från 1929. Sången är en av de första Disney-sånger och har givits ut på skiva flera gånger.

## Rollista
- Walt Disney – Musse Pigg[5]